# Shelbyville (Missouri)
Shelbyville is een plaats (city) in de Amerikaanse staat Missouri, en valt bestuurlijk gezien onder Shelby County.

## Demografie
Bij de volkstelling in 2000 werd het aantal inwoners vastgesteld op 682.
In 2006 is het aantal inwoners door het United States Census Bureau geschat op 676, een daling van 6 (-0,9%).

## Geografie
Volgens het United States Census Bureau beslaat de plaats een oppervlakte van
2,1 km², waarvan 2,0 km² land en 0,1 km² water. Shelbyville ligt op ongeveer 233 m boven zeeniveau.

## Plaatsen in de nabije omgeving
De onderstaande figuur toont nabijgelegen plaatsen in een straal van 24 km rond Shelbyville.